# Миленко Хаџић
Миленко Хаџић Јова (Мало Крчмаре, код Крагујевца, 12. децембар 1902 – околина Сврљига, 12. децембар 1941) био је лекар, учесник Народноослободилачке борбе и народни херој Југославије.

## Биографија
Рођен је 12. децембра 1902. године у Малом Крчмару код Крагујевца, у веома сиромашној сеоској породици. Као ученик гимназије у Крагујевцу морао је, да би се издржавао, да ради најтеже физичке послове и служи код трговаца и крагујевачких газда.
После завршене гимназије уписао се на Филозофски факултет у Загребу. Годину дана касније прешао је на Медицински факултет. Међутим, убрзо је са Загребачког универзитета био искључен због сукоба с франковцима и учешћа у студентским демонстрацијама. После тога прешао је у Љубљану, а затим у Београд, где је завршио медицинске студије 1929. године. Кад је тражио службу био је одбијен с мотивацијом да је непожељан.
Дошао је у Сврљиг и ту је радио као приватни лекар. За време избора 1935. и 1938. године био је посланички кандидат на листи Земљорадничке странке у сврљишком крају. На изборима 1935. године добио је 2.000 гласова. Људи су мислили да Миленко стварно припада Земљорадничкој странци, али је заправо био члан КП Југославије. У његовој су ординацији нишки комунисти одржавали састанке, на којима се разматрао план политичке акције за продирање утицаја КПЈ у том крају. Партијски материјал, који је примао из Ниша, Миленко је растурао по Сврљигу и околини.
После капитулације Југославије 1941, заједно с активистима, организовао је прикупљање оружја у Сврљигу и сврљишком срезу. Само из магацина у Сврљигу, почетком маја 1941. године, изнели су ноћу 80 пушака, 14 пушкомитраљеза, 8 сандука муниције и неколико шаржера за пушкомитраљез.
Кад је 2. августа 1941. године формиран Озренски партизански одред, био је међу првим његовим борцима. Једна од првих акција одреда, коју је Миленко припремио и у њој учествовао, била је напад на жандармеријску станицу у Сврљигу, 14. августа 1941. године. Учествовао је и у разоружавању жандарма у Лалинци и поново у Сврљигу, почетком септембра 1941. године.
По формирању Сврљишког одреда Миленко је постао његов борац. Једна од великих акција новоформираног одреда било је онеспособљавање рудника угља Подвис, извршена у ноћи 17/18. октобра 1941. године. Изненађени четници Косте Пећанца предали су се без борбе. Предали су се и жандарми, али тек пошто су партизани обећали да ће им поштедети животе. Одред се у руднику задржао око два часа. Заплењено је доста оружја, а и велике количине хране, одеће и обуће. Један део материјала пребачен је Миленковим колима. Окупљеним рударима Миленко је говорио о циљевима Народноослободилачке борбе. У Сићеву је одред у ноћи 2/3. новембра 1941. године ликвидирао четнике Косте Пећанца. У акцији је учествовао и цео штаб, чији је члан био и Миленко. Те ноћи спаљена је и општинска архива.
Непријатељу је сметало постојање овако јаког и утицајног партизанског одреда, па је настојао да га уништи. Тако су 12. децембра 1941. године, кад се Сврљишка чета спремала за покрет, две партизанске патроле известиле штаб чете да ка селу крећу две колоне четника и Немаца. Руководство чете одлучило је да прихвати борбу, што се показало погрешном одлуком. Четници су у трку заузели сеоско гробље, које је доминирало околином. Партизани су остали на чистини и били изложени убитачној ватри. Покушали су да заузму гробље и разбију четнике и Немце, али нису успели. У таквој ситуацији издато је наређење о повлачењу. То су Немци искористили и напали партизане аутоматима. Један број бораца ухватила је паника и није слушао команду. Борба је трајала два часа и у њој је изгубило живот 10 бораца, међу којима и начелник штаба Сврљишког одреда, др Миленко Хаџић.
Указом председника ФНРЈ Јосипа Броза Тита 27. новембра 1953. проглашен је за народног хероја.
Средња медицинска школа у Нишу је носила његово име више од шездесет година. У августу 2021. је, на иницијативу директора и ученика, преименована у част др Миодрага Лазића.